# Cylloceria arizonica
Cylloceria arizonica là một loài tò vò trong họ Ichneumonidae.